# Saison 3 de Clem
Chronologie
Saison 2 Saison 4
Cet article présente le guide des épisodes de la troisième saison de la série télévisée française Clem.

## Épisodes

### Épisode 1:Un de plus chez les Boissier
- Suisse : 26 mars 2013 sur RTS Un
- Belgique : 21 mars 2013 sur La Une
- France : 1er avril 2013 sur TF1

- France : 5,876 millions de téléspectateurs (22 % de parts de marché)[réf. souhaitée]
- Belgique : 336 500 téléspectateurs (19,3 % de parts de marché)[réf. souhaitée]

- Ulysse Pillon (Martin, fils de Vic et Sabine)
- Johanna Nizard (Sabine, mère de Martin)
- Emmanuelle Bach (Vic, mère de Martin et meilleure amie de JP)

thème = homoparentalité, homosexualité

### Épisode 2:Maman a craqué
- Suisse : 2 avril 2013 sur RTS Un
- Belgique : 28 mars 2013 sur La Une
- France : 8 avril 2013 sur TF1

- France : 5,79 millions de téléspectateurs (22,7 % de parts de marché)[réf. souhaitée]
- Belgique : 272 900 téléspectateurs (15,9 % de parts de marché)[réf. souhaitée]

thème = le jeune adulte, les relations extraconjugales

### Épisode 3:Haut les cœurs!
- Suisse : 9 avril 2013 sur RTS Un
- Belgique : 4 avril 2013 sur La Une
- France : 15 avril 2013 sur TF1

- France : 6,077 millions de téléspectateurs (23,3 % de parts de marché)[réf. souhaitée]
- Belgique : 289 700 téléspectateurs (17 % de parts de marché)[réf. souhaitée]

thème = le cancer, la maladie et la famille